# MSC Adams
MSC Adams es la denominación comercial de un software que realiza análisis sobre mecanismos. Se compone de varios módulos que permiten hacer simulaciones del funcionamiento por medio de animaciones, realizar análisis de vibraciones y de esfuerzos, etcétera.

## Módulos
- Adams/View. Realiza simulaciones de un mecanismo.
- Adams/Solver. Genera los cálculos para la solución de un mecanismo. Es usado por los demás módulos.
- Adams/Engine. Simulación de un motor.
- Adams/Car. Simulación de la dinámica de un automóvil.